# Didaktika književnosti
»Didaktika književnosti je ena od specialnih didaktik (poleg didaktike maternega jezika, didaktike tujih jezikov, didaktike matematike idr.). Te posebne znanstvenoraziskovalne discipline se ukvarjajo z vprašanjem, kako so določena področja dejanskosti in vede o njej vključujejo v vzgojno-izobraževalni proces, ter svoje ugotovitve uporabljajo pri usposabljanju učiteljev za poučevanje«. Pojem didaktika književnosti še ni utrjen, v uporabi je tudi izraz književna didaktika, v tujini pa se uporabljajo izrazi: didactique de la littérature in didactique litteraire v francoščini, literary didactic in literature didactic v angleščini, pri Hrvatih je v uporabi izraz metodika književnog odgoja i obrazovanja, podobno je v srbščini.

## Kaj je didaktika književnosti
Razumemo jo kot vedo o pouku književnosti – o njegovih dejavnikih, metodah, vsebinah, ciljih ter o organizacijskih vprašanjih. Obstaja na dveh ravneh:
- na teoretično raziskovalni ravni raziskuje, definira, argumentira svoja spoznanja o sestavinah didaktične strukture, o udeležencih in okoliščinah pouka književnosti ter o razmerjih med njimi, oblikuje uporabna didaktična načela in teoretično izobražuje bodoče učitelje;
- na izvedbeni ravni pa je naloga didaktike književnosti praktično usposobiti učitelje za poučevanje na vseh ravneh izobraževanja.

Književna didaktika je interdisciplinarna, ker pri raziskovanju in definiranju svojih interesnih področij izhaja iz več disciplin, ki jih lahko razdelimo na književne in pedagoške vede.

## Dejavniki pouka književnosti
Gre za interakcijo treh temeljnih dejavnikov – učitelja, učenca in učnih vsebin.

### Književnost pri pouku književnosti
Z izrazom književnost poimenujemo literarna besedila in njihove literarnovedne razlage ter klasifikacije. Je pojem za množico besedil, ki jih avtorji ustvarjajo z drugačnimi nameni, bralci pa sprejemajo na drugačen način kot neumetnostna besedila. Zanje je značilno: posebna oblikovanost (estetskost), večpomenskost, fiktivnost, neodvisnost od kraja in časa nastanka, umetniškost, depragmatizacija, pomembno pa je tudi, kdo jih je napisal, kje, v kakšni obliki, s kakšnim namenom ter kako so ga sprejeli kritiki idr. Pri književnem pouku je književnost učna vsebina.
Sodobni raziskovalci obravnavajo književnost metodološko pluralno, tj. usmerjeno navznoter, k tekstu, in navzven, k razmerju do tradicije in sodobnosti, k raziskovanju njegove produkcije in recepcije pri posameznikih in določenih družbenih skupinah.
Svojo vlogo pri didaktiki književnosti imajo tudi spoznanja iz literarne vede:
- literarnozgodovinske vsebine omogočajo spoznavanje literarnih pojavov (del, avtorjev, obdobij, zvrsti, vrst, oblik in načinov sprejemanja);
- literarna teorija razlaga, kako besedna umetnost obstaja, katere so temeljne nadvrste, ter kako je literarno delo zgrajeno oz. sestavljeno;
- sem bi lahko uvrstili tudi prvine estetike recepcije in teorije bralčevega odziva.

## Didaktična struktura pouka književnosti
Didaktično strukturo razumemo kot prepletanje ciljev, metod in vsebin, tj. prepletenost poglavitnih sestavin.

### Cilji pouka književnosti
Cilj pouka je usposabljanje učencev za dejavno komunikacijo z literaturo, torej za spodbujanje stika med učencem in literaturo. Za ta stik oz. komunikacijo pa mora učenec razviti določeno književno znanje in književne sposobnosti ter oblikovati stališča, doseči želimo določeno raven književne izobrazbe, razviti bralno kulturo in književni okus.
Vzgojne cilje pouka književnosti razdelimo na ožje in širše:
- ožji vzgojni cilji so neposredno povezani s poukom predmeta. To je književna kultura, ki pomeni »privzdignjeno pozitivno dojemanje leposlovja, pozitiven odnos do književne ustvarjalnosti, človekovo potrebo po knjigi; ljubezen do lepe knjige …«;
- širši vzgojni cilji vsebujejo oblikovanje splošnega vrednostnega sistema in karakterizacije posameznika. Doseganje teh ciljev je dolgotrajno. Pri književnem pouku se oblikujejo različne vrednote.

### Metode pouka književnosti
Metode so »načini učinkovite komunikacije med učiteljem in udeleženci«. Lahko jih razdelimo na izkušenjske in neizkušenjske. Gre za to, kakšne metode uporablja učitelj pri poučevanju, so torej načini dela pri pouku in se nanašajo na poučevanje. Učne metode so različnih tipov, odvisno je od tega, kaj želi učitelj sporočiti, izraziti. Večina didaktikov loči naslednje učne metode: 
- razlage,
- demonstracije,
- pogovora.

S pojmom šolska interpretacija označimo skupno branje in obravnavo leposlovnih besedil v interakciji med učiteljem in učenci. Vsak posameznik ob učiteljevih spodbudah dojema literarno besedilo na vseh temeljnih spoznavno-sprejemnih stopnjah. Glede na cilje in vsebine ločimo celostno in delno šolsko interpretacijo.

### Načela izbiranja in razvrščanja literarnih del
Književna dela se v pouk uvrščajo v skladu s cilji. Izbira se opira na načela, ki upoštevajo učenca, njegov razvoj, interese in zmogljivosti, na drugi strani pa naravo književnosti, kakor jo označuje literarna veda s sinhronega in diahronega vidika.
Pri izbiranju literarnih del upoštevamo naslednja načela:
- recepcijsko načelo (upošteva se razvoja stopnja učenca oz. stopnja bralnega razvoja; zabrisano je ločevanje med kanonizirano in trivialno literaturo);
- literarnozgodovinsko načelo (razvščanje književnih del po obdobjih, smereh, avtorjih v okviru literarnozgodovinskega razvoja, odločilen pa je tudi vpliv vrednostnega merila);
- literarnoteoretično načelo (literarna dela so razvščena po tematiki, motiviki, zvrstno-vrstni ali žanrski pripadnosti;
- načelo nacionalne oz. mednarodne primerljivosti (v večjih državah je v ospredju ali edina obravnavana nacionalna književnost, v Sloveniji in nekaterih drugih šolskih sistemih, npr. v portugalskem, češkem, poljskem in madžarskem, pa so v ospredju dela iz nacionalne književnosti in reprezentativna svetovna dela);
- okoliščine kurikuluma (predpisan je določen delež avtorjev in del).

V nemškem prostoru se didaktika književnosti ukvarja tudi s trivialno in zabavno literaturo.

## Metodični sistem šolske interpretacije
Razumevanje, doživljanje, vrednotenje in izražanje po tem sistemu poteka v sedmih fazah. Prve štiri so namenjene spodbujanju doživljajskega, celostnega sprejemanja pri bralcu pred branjem, uvrščanju besedila v širši kontekst, naslednje pa bolj analitičnemu in kritičnemu odzivanju ob drugem branju besedila ter samostojnemu branju. Te faze so:
- uvodna motivacija,
- napoved besedila in njegova umestitev,
- interpretativno branje,
- premor po branju in izražanje doživetij,
- razčlenjevanje besedila,
- sinteza in vrednotenje,
- nove naloge.